# Romito (Firenze)

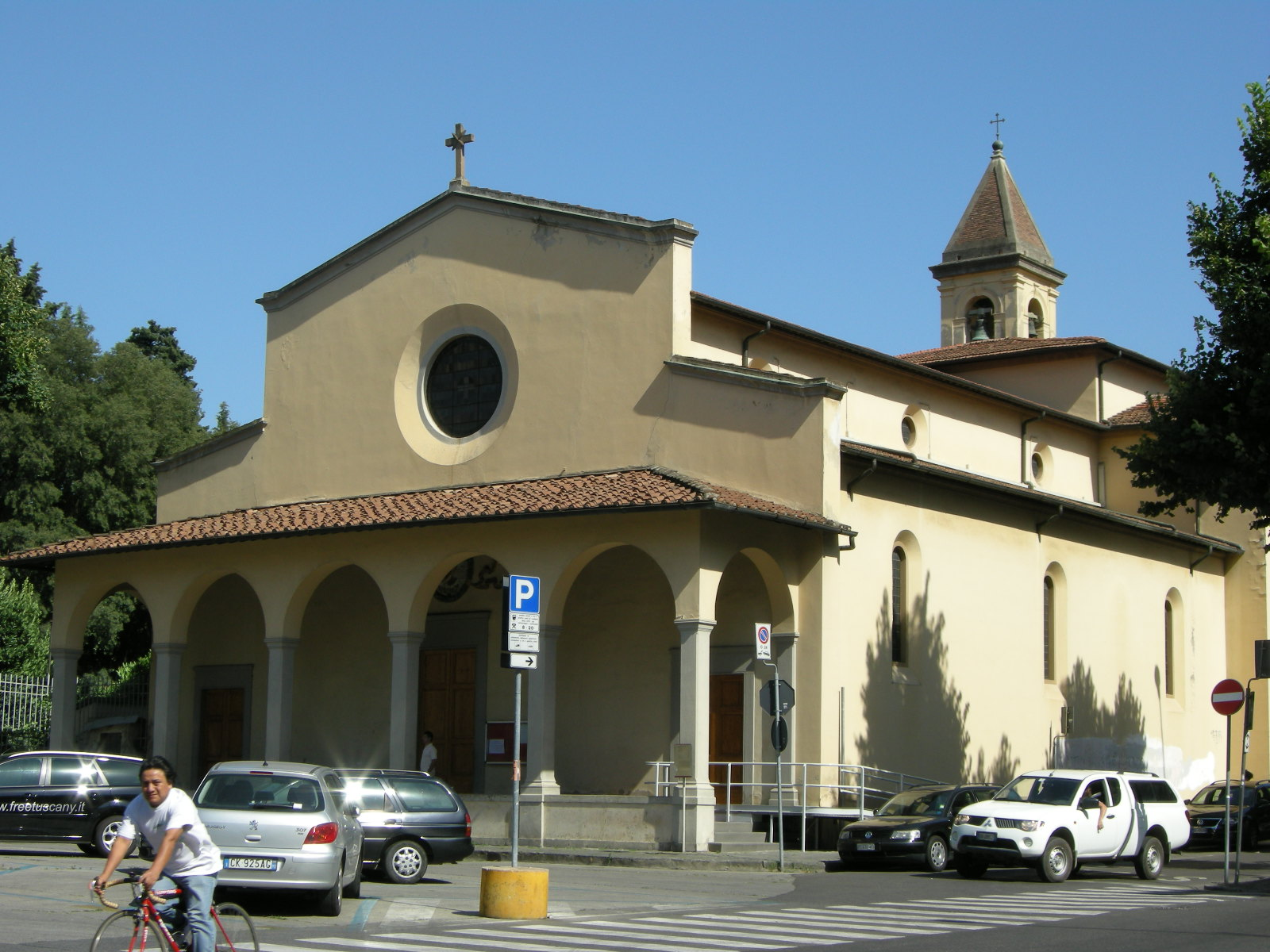
Chiesa del Sacro Cuore al Romito

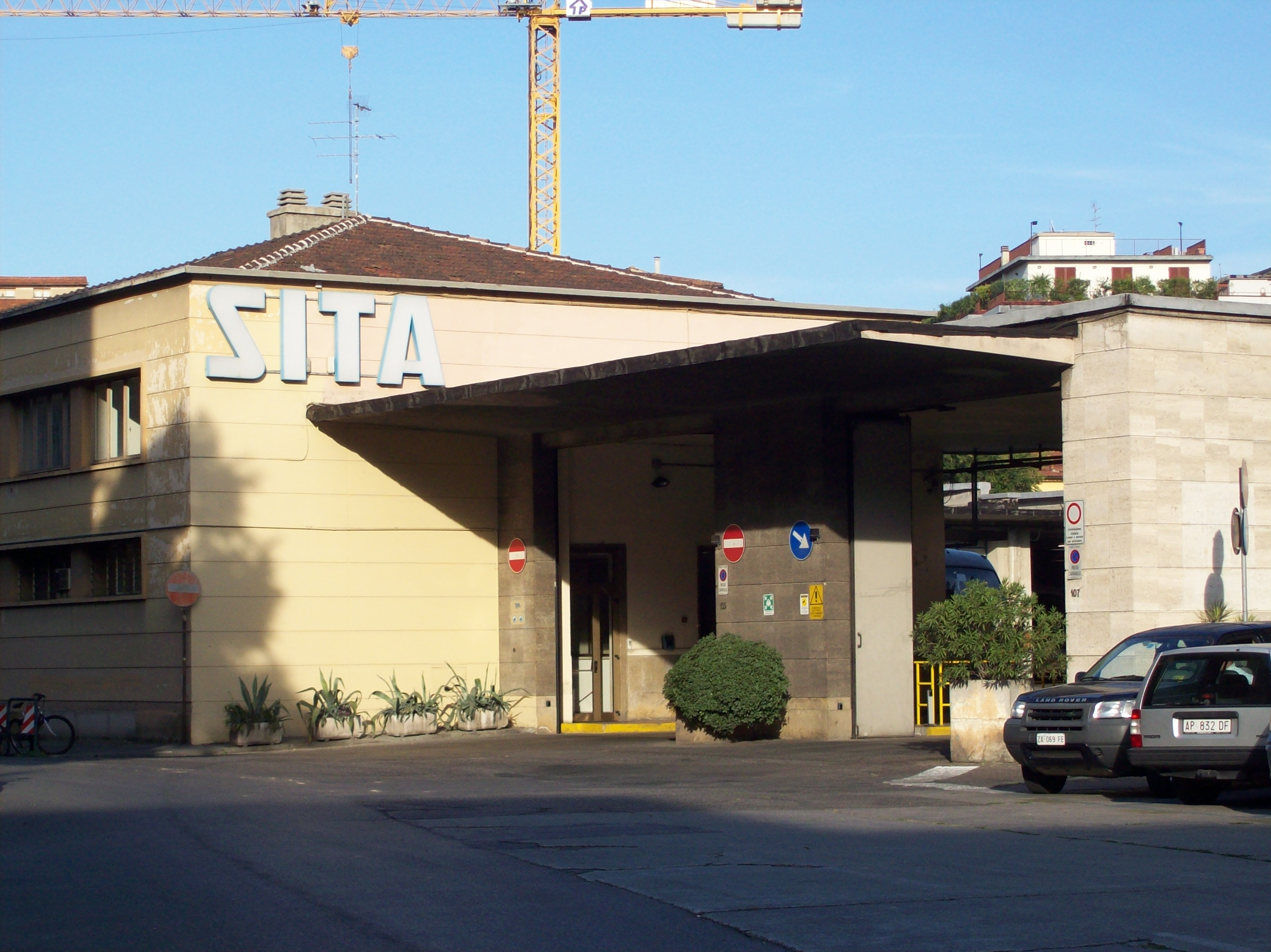
Deposito e officine SITA

Il Romito è un quartiere di Firenze che occupa parte della zona compresa fra la Fortezza da Basso e la zona di Rifredi. Il nome deriva da un piccolo oratorio dedicato a Santa Lucia fondato da un anacoreta (un "romitorio" quindi).

## La storia
Già zona rurale dell'epoca romana e zona di transito per un acquedotto visibile fino al '800. Si hanno in quel del Romito tracce di abitazione di contadini e terre di pascolo isolate dalle città dall'età medievale dove il torrente Mugnone venne deviato dal suo antico tracciato verso il centro a quello attuale circonvallando la Fortezza da Basso rendendosi una forma di ricchezza per l'agricoltura della zona.
Già alla fine dell'800 la zona ebbe a che vedere con numerosi cambiamenti conseguenti all'evoluzione demografica di Firenze: dopo l'abbattimento delle Antiche Mura, la realizzazione del quartiere di Piazza della Vittoria, di quello del Romito appunto, e di numerosi apparati ferroviari: tra cui le officine ferroviarie del Romito ormai quasi del tutto dismesse e adoperate solo come "parcheggio" delle vettura alla venuta del centro I.D.P. dell'Osmannoro. 

## Il Romito oggi
I cambiamenti più importanti nella zona si sono avuti dal 1930 in poi per nuovo corso di urbanizzazione della città che hanno reso la zona da periferica a residenziale, anche grazie all'estrema vicinanza al centro storico, come dimostra la vista quasi completa della Cupola del Brunelleschi.
Sempre negli anni '30 venne costruito il deposito della SITA e la costruzione della stazione di Santa Maria Novella e altri apparati delle Ferrovie dello Stato. Le arterie principali della zona come via del Romito, via Circondaria e via Filippo Corridoni sono molto importanti per la circolazione urbana.